# Nick Romeo Reimann

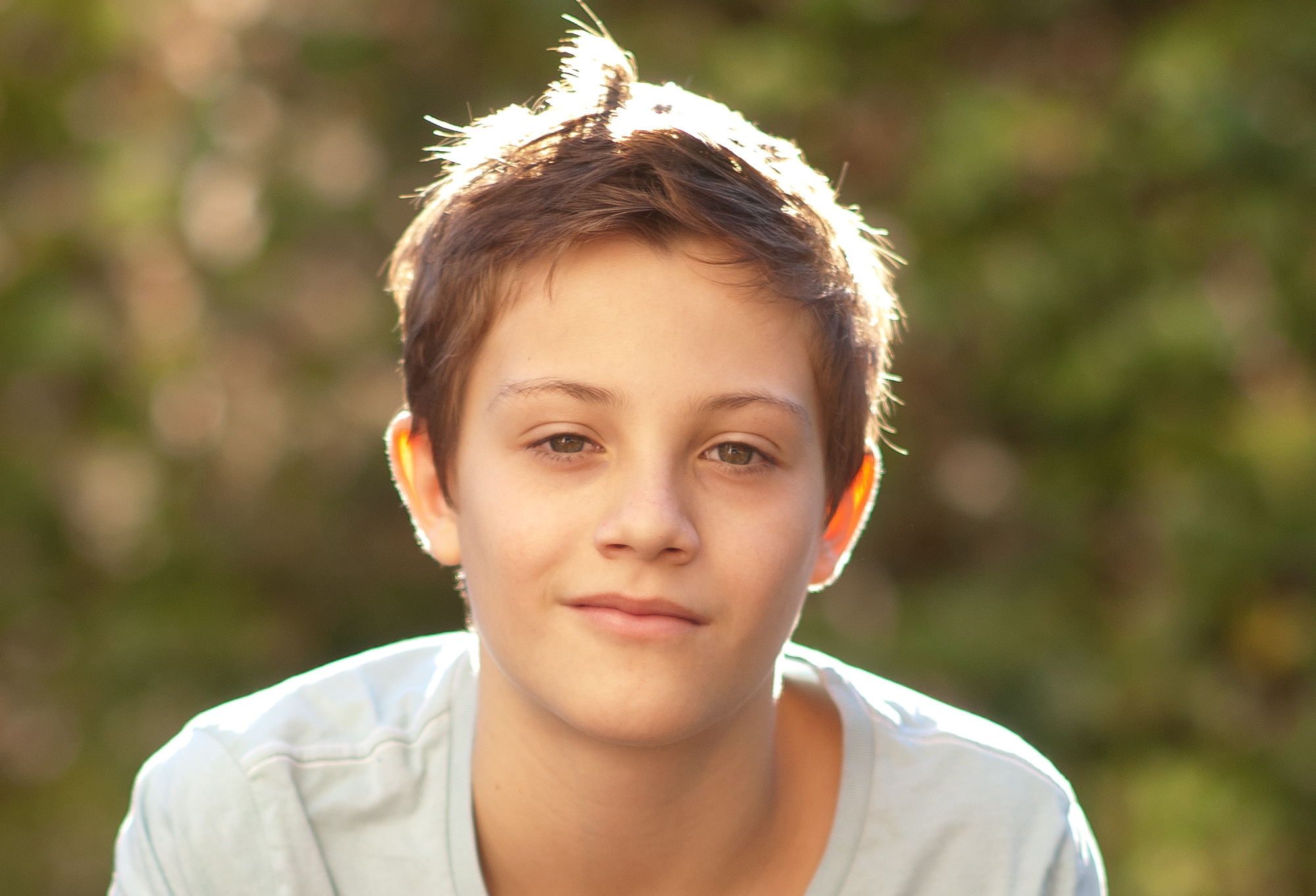
Nick Romeo Reimann (2010)

Nick Romeo Reimann (* 14. Januar 1998 in München) ist ein deutscher Schauspieler und Performance-Künstler.

## Karriere
Bekannt wurde er durch seinen Einstieg beim Kinofilm Die Wilden Kerle 3 in der Rolle des Nerv, die er auch in den beiden Fortsetzungen übernahm. In der Neuverfilmung des Jugendromans Vorstadtkrokodile von Max von der Grün spielte Reimann den Hannes wie auch in den beiden Fortsetzungen Vorstadtkrokodile 2 (2010) und Vorstadtkrokodile 3 (2011).
2009 begann er, in Hörspielen der Buchreihe Gregs Tagebuch von Jeff Kinney die Sprecher-Rolle des Greg einzunehmen und ist seitdem die deutsche Stimme von Greg, den er auch in der amerikanischen Verfilmung (2010) von Gregs Tagebuch – von Idioten umzingelt synchronisiert hat. Ebenfalls 2010 lieh er der Rolle des Sosuke im Animationsfilm Ponyo – Das große Abenteuer am Meer von Hayao Miyazaki seine Stimme.
2012 spielte er im Film Türkisch für Anfänger den Nils Schneider. Im September 2013 erschien Joachim Masanneks Kinofilm V8 – Du willst der Beste sein, in welchem Reimann den Hell GTI spielte. Die Rolle übernahm er auch in der Fortsetzung V8 – Die Rache der Nitros (2015). Seither war Reimann öfter im Fernsehen zu sehen und drehte für Ausbildungsproduktionen.
Von 2016 bis 2020 studierte Reimann an der Otto-Falckenberg-Schule in München. Dort gastierte er mehrfach an den Münchner Kammerspielen unter der Intendanz Matthias Lilienthals. Er wurde als einer von drei Studierenden des Jahrgangs von Nicola Hümpel für die Produktion „Heaven in Pity“ ausgewählt die im Herbst 2018 an den Kammerspielen Premiere feierte. Außerdem spielte er dort Rollen in „Nevermore mp3“ und „Was du nicht willst das man dir tu“.
Seit der Spielzeit 2020/21 ist er Mitglied des Ensemble am Volkstheater Wien. Seine erste Hauptrolle im Volkstheater übernahm er im Jahr 2020 als Johannes Vockerat in Gerhart Hauptmanns Einsame Menschen in einer Fassung von Jan Friedrich, gemeinsam inszeniert von Intendant Kay Voges und den Ensemblemitgliedern.
Mit Humanistää! unter der Regie von Claudia Bauer, wurde er zum Berliner Theatertreffen 2022 eingeladen. Die Produktion erhielt den 3sat-Preis.
Reimann gastiert regelmäßig in der Performance Reihe „Toter Salon“ der Künstlerin Sophia Süßmilch, die an der Volksbühne am Rosa-Luxemburg-Platz Berlin stattfindet. 2022 choreografierte er gemeinsam mit der Künstlerin Anna Witt im Rahmen der Gruppenausstellung „What can be done. Praktiken der Solidarität“ in Traiskirchen die Performance und Installationsarbeit „Routineübung 2022“. Außerdem führte er im selben Jahr gemeinsam mit der Nachwuchsregisseurin Olivia Scheucher bei der Inszenierung fugue four : response am Volkstheater Wien erstmals Regie.
Einem breiten Publikum wurde er durch die Serie Schwarze Früchte (2024) bekannt.
Er lebt und arbeitet in Wien und München.

## Filmografie (Auswahl)
- 2005: Bresso – Schaukel (Werbefilm, Regie: Caroline Link)
- 2006: SOKO 5113 – Ein besseres Leben
- 2006: Die Wilden Kerle 3
- 2007: Die Wilden Kerle 4
- 2008: Die Wilden Kerle 5
- 2009: Vorstadtkrokodile
- 2010: Vorstadtkrokodile 2
- 2011: Vorstadtkrokodile 3
- 2012: Türkisch für Anfänger
- 2012: Der Cop und der Snob
- 2012: Prag – Bis einer geht (Musikvideo)
- 2013: V8 – Du willst der Beste sein
- 2015: SOKO 5113 – Auf Abwegen
- 2015: V8 – Die Rache der Nitros
- 2016: Der Alte – Liebesrausch
- 2016: In our Country
- 2017: Der Lehrer – Du vermisst sie wirklich, oder?
- 2017: Die letzten Kinder im Paradies
- 2018: Unzertrennlich nach Verona (Fernsehfilm)
- 2018: So viel Zeit
- 2020: Bekenntnisse des Hochstaplers Felix Krull
- 2021: Kommissarin Lucas – Nürnberg (Fernsehreihe)
- 2021: Katakomben (Fernsehserie)
- 2022: The Kids Turned Out Fine (Abschlussfilm der ifs Köln, Das kleine Fernsehspiel)
- 2024: Schwarze Früchte (Fernsehserie)

## Theater
- 2018: Heaven in Pity – Münchener Kammerspiele
- 2018: Nevermore mp3 – Münchener Kammerspiele
- 2019: Was du nicht willst…! – Münchener Kammerspiele
- 2020: Gottesfasern – Lothringen 13 München / Pathos – Schwere Reiter München
- 2021: Einsame Menschen – Volkstheater Wien
- 2021: Der Theatermacher – Volkstheater Wien

## Synchronrollen
- 2010: Ponyo – Das große Abenteuer am Meer (als Sosuke)
- 2010: Gregs Tagebuch – Von Idioten umzingelt! (als Greg)
- 2011: Gregs Tagebuch 2 – Gibt’s Probleme? (als Greg)
- 2011: Gregs Tagebuch – Von Idioten umzingelt! Hörspiel (als Greg)
- 2011: Gregs Tagebuch 2 – Gibt’s Probleme? Hörspiel (als Greg)

Die Teile 4–6 wurden alle 2013 von Marco Eßer weitergeführt und 2017 neu synchronisiert.

## Auszeichnungen
- Nestroy-Theaterpreises 2023: Auszeichnung mit dem Publikumspreis[7]